# Pour l'amour de Mike (film, 1927)
Pour les articles homonymes, voir Pour l'amour de Mike.

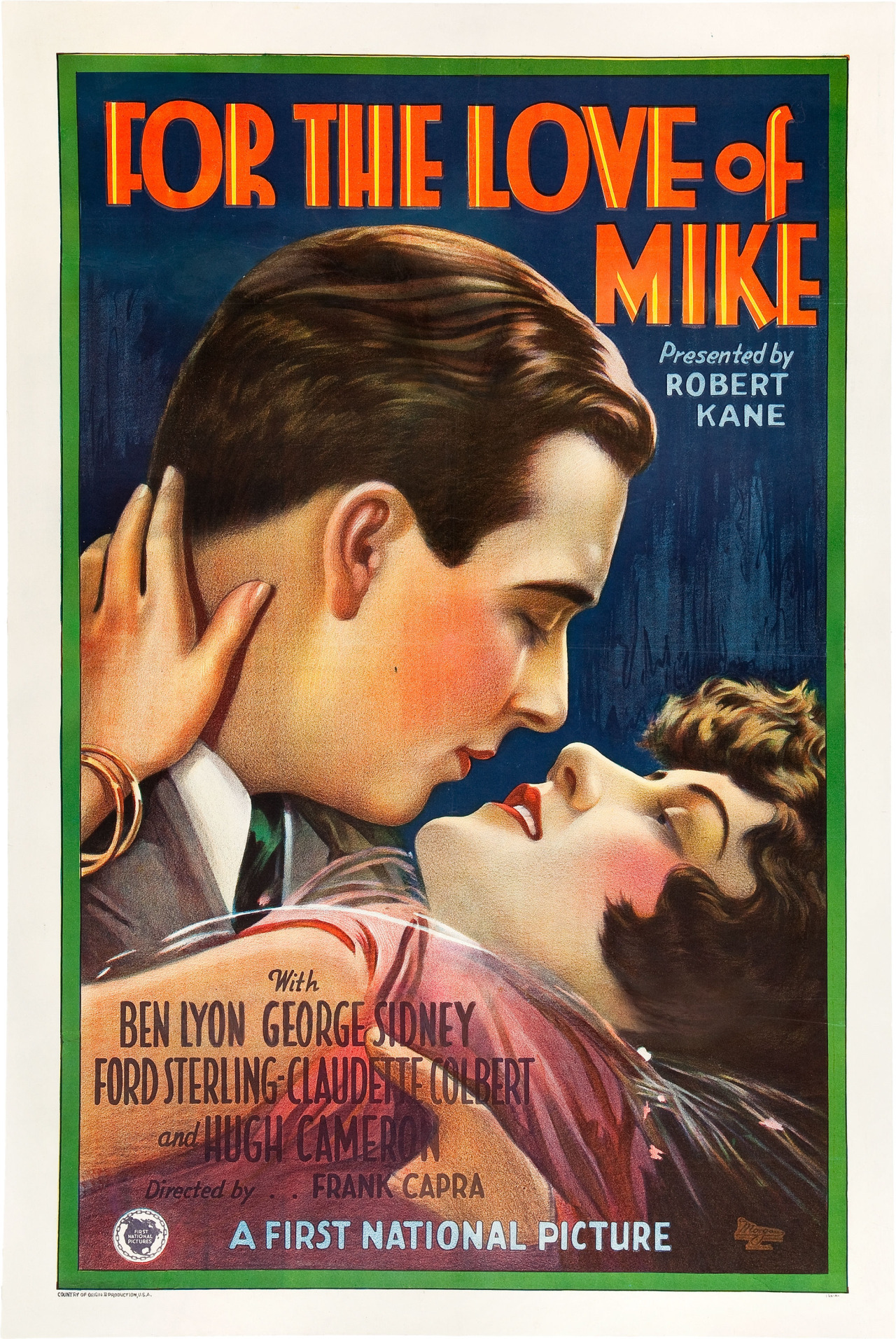
Affiche du film Pour l'amour de Mike (For the Love of Mike), 1927

Pour l'amour de Mike (For the Love of Mike) est un film américain réalisé par Frank Capra, sorti en 1927.

## Synopsis
Un petit garçon est retrouvé abandonné dans un immeuble du Hell's Kitchen et est récupéré par trois hommes, un charcutier allemand, un tailleur juif et un éboueur irlandais, qui l'adoptent et l'élèvent comme leur propre fils. 20 ans plus tard, Mike est maintenant un adulte qui refuse d'aller à l'université parce qu'il ne veut pas être un fardeau financier pour ses pères adoptifs. Mary, une jolie fille qui travaille dans une épicerie fine, le convainc toutefois d'y aller. Mike s'inscrit ainsi à Yale et acquiert rapidement une réputation de héros sportif. 
Un jour, Il désavoue ses trois pères devant ses amis, ce qui amène l'Irlandais à lui donner une raclée devant les meilleurs camarade du garçon. Plus tard, les trois pères contractent auprès de joueurs professionnel une importante dette d'argent. Afin de régler la somme, ils demandent à Mike de faire exprès de perdre la course du grand match d'aviron de l'école contre Harvard, afin de gagner les paris sur les résultats de la course.

## Fiche technique
- Titre : Pour l'amour de Mike
- Titre original : For the Love of Mike
- Réalisation : Frank Capra
- Scénario : J. Clarkson Miller d'après l'histoire Hell's Kitchen de John A. Moroso
- Production : Robert Kane (en)
- Société de production : Robert Kane Productions
- Photographie : Ernest Haller
- Pays de production :  États-Unis
- Format : Noir et blanc - film muet
- Genre : Drame
- Durée : 75 minutes
- Date de sortie : 
  - États-Unis : 31 juillet 1927

## Distribution
- Claudette Colbert : Mary
- Ben Lyon : Mike
- George Sidney : Abraham Katz
- Ford Sterling : Herman Schultz
- Hugh Cameron : Patrick O'Malley
- Richard 'Skeets' Gallagher : Coxey Pendleton
- Rudolph Cameron : Henry Sharp
- Mabel Swor : Evelyn Joyce